# Esternomancia
La esternomancia, del griego sternon (pecho) es un tipo de adivinación  que se lleva a cabo leyendo las marcas o golpes presentes en el pecho de una persona o esternón (o el área "del pecho al vientre", según algunas fuentes).  La esternomancia puede haber sido  practicada de forma generalizada en víctimas de sacrificio, incluyendo sacrificios humanos. La esternomancia también puede implicar hablar a través del pecho (se ha creído que fue una forma temprana de ventriloquía).
El tamaño y la forma del esternón es tomada en consideración, así como la manera en la que el hueso se quema cuando se coloca en un fuego. La vieja costumbre de vacaciones de la ruptura de la fúrcula de un pollo o de un pavo por dos personas es de hecho un vestigio de este tipo de adivinación.
La esternomancia está relacionada con la frenología (lectura de la cabeza), quiromancia y escapulomancia (adivinación mediante la observación de los omóplatos de los animales).